# Nara-ehon
Nara-ehon són els llibres i rotllos il·lustrats japonesos manuscrits o impresos manualment des del període Muromachi fins a meïtat del període Edo. Obres com Soga Monogatari (ca. 1661-1681), Tenjinki (ca. 1596 - 1615), Taishokan (ca. 1600 - 1699) i Hōmyō dōji (ca. 1700-1799) han sigut publicats en aquest format.
El nom significa "llibre il·lustrat a l'estil de Nara" perquè van aparèixer a Nara.
D'aquest format es derivà els formats tanrokubon, que era més barat, i otogi zoshi.